# Jacques Christophe Werner
Jacques Christophe Werner (* 3. Juni 1798 (15 Prairial VI) in Nancy; † 5. Oktober 1856 Paris), nicht zu verwechseln mit Jean Charles Werner und Johann Carl Werner, war ein französischer naturwissenschaftlicher Maler.

## Leben und Wirken
Werner war weitläufig mit Georges Cuvier und Frédéric Cuvier verwandt. Deren Schwester Catherine Éleonore Cuvier heiratete 1740 den Architekten Jacques Christophe Werner (–1745) aus Montbéliard, der wiederum Werners Großvater war. Sein Vater Christophe Frederic Werner, der Händler in Nancy war, heiratete am 4. September 1797 (18. Fructidor V) seine Mutter Margueritte Charlotte Christine geb. Marchal.
Im Jahr 1818 wurde ihm ein unehelicher Sohn Bièvres mit Denise Virginie Lamy (–1845) geboren, der ebenfalls Jacques Christophe Werner hieß. Werner war zwei Mal verheiratet. Mit seiner ersten Frau Anne Pauline geb. Grognot (–1844), die er am 25. April 1829 in Paris heiratete, hatte er die Kinder Sophie Alexandrine Emma Werner (1832–), die 1854 Jean Ract heiratete, Joséphine Virginie Claire Werner (1833–1866), die 1855 Edouard Charles Naudin heiratete und Marie Caroline Magdeleine Werner (1839–1907), die 1859 Jean Marie Chappelet heiratete. Seine zweite Ehe mit Catherine Pierrette Champeaux (1830–1879) blieb kinderlos.
Im Jahr 1848 bat Isidore Geoffroy Saint-Hilaire in einem Brief an das Bildungsministerium, um eine Pension für den Künstler. Sein Gesundheitszustand verschlechterte sich und ein Augenleiden machte es unmöglich weiter zu malen. In den folgenden Jahren wurden immer wieder Briefe u. a. von Charles Frédéric Cuvier (1803–1893) mit Bitstellungen um Hilfe für Werner gestellt, die auch vom Bildungsministerium bewilligt wurden. Nach dem Tod des Vaters beantragten die beiden älteren Schwestern eine Pension für ihre jüngere Schwester, um damit ihre Ausbildung am Maison impérial d'Écouen zu finanzieren.

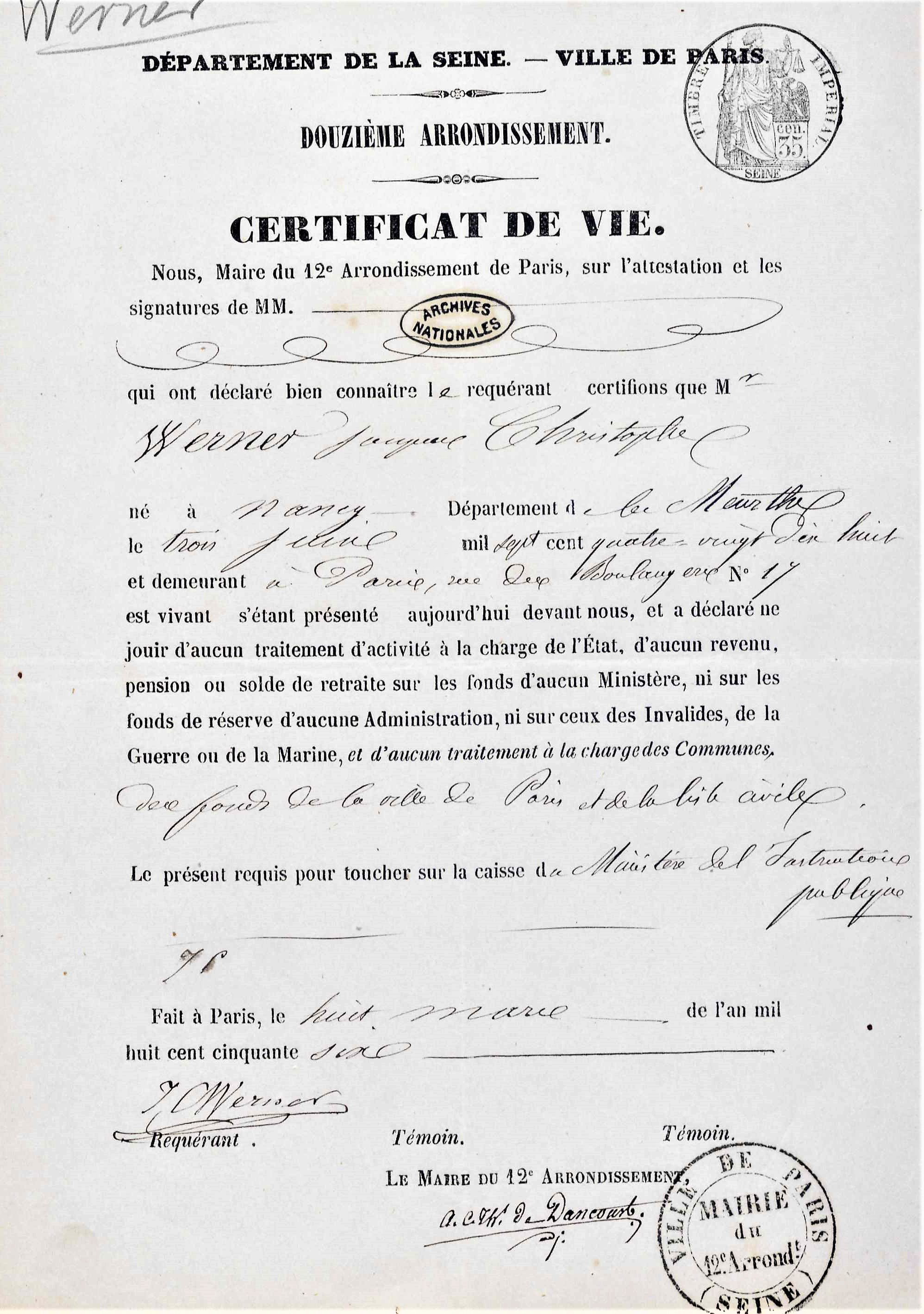
Nachweis seiner Geburt 2. Juni 1798 in Nancy für Pensionsansprüche
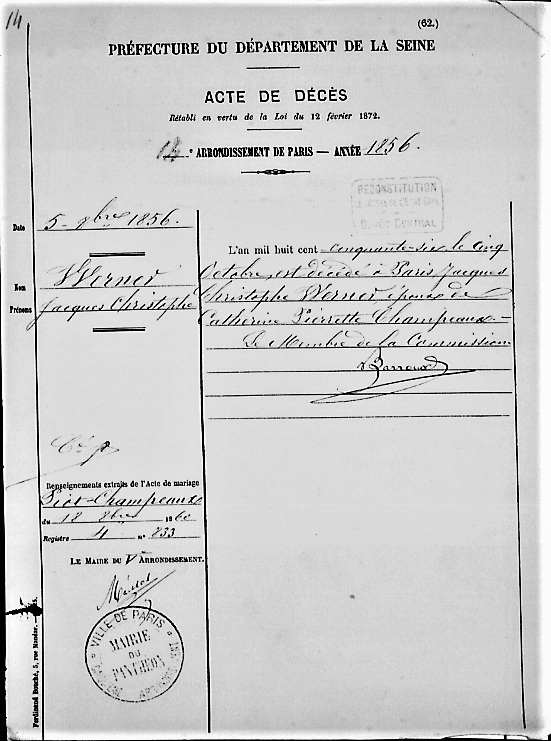
Eintrag seines Todes 5. Oktober 1856

Im Alter von 16 Jahren ging Emmanuel Frémiet bei ihm in die Lehre. Frémiet war weitläufig mit Werner verwandt. Werner beschäftigte Frémiet mit seinen normalen Arbeiten in einem Atelier, welches einem Anatomielabor glich. So zeigten seine Lithographien aus dieser Zeit vor allem Bildnisse der vergleichenden Anatomie. Werner behandelte ihn wie einen Verwandten und zahlte ihm dafür monatlich 5 Francs. Werners Atelier war ein Ort, der wie jedes andere Atelier seinen Ruf, seine Kundschaft, seine Anhänger und seine Kritiker hatte. So wurde in der Welt der Präparatoren anatomischer Präparate bald bekannt, dass es in Werners Haus einen jungen Mann gab, dessen Spezialkenntnisse genutzt werden konnten. So begann Frémiet im Schattens eines Meisters eine beachtliche Karriere.
Werner verstarb in seiner Wohnung in der rue des Boulangers No 17.

## Zoologische Tafeln in Forschungsreisen
Werner partizipierte mit anderen Künstlern wie Jean-Gabriel Prêtre, Édouard Traviès, Lucien Alphonse Prévost, Paul Louis Oudart, Nicolas Geneviève Huet, Antoine Germain Bevalet und Jacques Barraband (1767–1809) an vielen Ikonografien zu bedeutenden Forschungsreisen, die beim Verlag Arthus-Bertrand erschienen. Zu Voyage au pole sud et dans l’Océanie sur les corvettes l’Astrolabe et la Zélée pendant les années 1837–1838–1839–1840 unter der Führung von Jules Dumont d’Urville illustrierte er alle Säugetier Tafel und die Vogel Tafeln 12, 18 und 24. Für Voyage autour du monde exécute pendant les années 1836 et 1837 sur la corvette La Bonite, eine Reise unter der Führung von Auguste Nicolas Vaillant, trug er die Tafel 9 mit Köpfen und anatomischen Details von Scheidenschnäbeln sowie dem Brustbein des Austernfischers bei. Neben Tafeln von Jean-Baptiste Meunier stammen die Säugetiertafeln 2, 3, 4, 7, 8, und 11 von Werner. Zur Voyage dans l’Inde von Venceslas Victor Jacquemont lieferte er Tafeln mit Abbildungen eines jungen Königstigers, einer Rohrkatze, anatomischen Schädeln von Rohrkatze und Europäischer Wildkatze, eines Taguans, eines Langschwanzmurmeltiers und eine Indische Gazelle. Für Exploration scientifique de l'Algérie pendant les années 1840, 1841, 1842 unter Victor-Jean-François Loche trug er neben Vaillant einige Vogeltafeln bei. Ein weiteres Werk in dem Tafeln von Werner erschienen war Voyage dans l'Amérique Méridionale (le Brésil, la république orientale de l'Uruguay, la République argentine, la Patagonie, la république du Chili, la république de Bolivia, la républiquedu Pérou), exécuté pendant les années 1826, 1827, 1828, 1829, 1830, 1831, 1832, et 1833. Hier arbeitete er u. a. mit dem Kupferstecher Christophe Annedouche (1803–1865) zusammen. Zur Illustration und Lithografie der Ausbeute siebenjährigen Reise von Alcide Dessalines d’Orbigny auf der Korvette La Meuse trug Werner einige anatomische und Säugetiertafeln bei. Zu Paul Gervais Bearbeitung der Säugetiere in Expédition dans les parties centrales de l'Amérique du Sud, de Rio de Janeiro à Lima, et de Lima au Para von François Louis Nompar de Caumont de La Force lieferte er neben Charles Hippolyte Delahaye (1806–1882) einige Tafeln. Zur Morea-Expedition unter der Schirmherrschaft von François Guizot lieferte er eine Tafel mit einer Rostkatze, die Isidore Geoffroy Saint-Hilaire 1831 im zoologischen Teil beschrieben hatte.

## Andere Werke mit Tafeln von Werner
Als Gervais Zoologie et paléontologie françaises mit 84 Tafeln publizierte waren es Werner, Paul Louis Oudart (1796–1860), Antoine Jean Baptiste Vaillant (1817–1852) und Delahaye die den Part der Illustration übernahmen. Zu Iconographie du règne von Félix Édouard Guérin-Méneville steuerte zwei Tafeln bei. Für den Schweizer Johann Jakob von Tschudi illustrierte er die Tafeln von Untersuchungen über die Fauna Peruana. In Essais de zoologie générale von Isidore Geoffroy Saint-Hilaire findet sich ein Asiatischen Esel (Equus hemionus), den Werner gezeichnet hatte. Als Anselme Gaëtan Desmarest seine 44 Bände von Œuvre complètes de Buffon in der Ausgabe von Verdière et Ladrange publizierte, verwendete er dafür auch einige Tafeln von Werner. Für Pierre Boitards Werk Histoire naturelle des oiseaux de proie d'Europe (Naturgeschichte der europäischen Greifvögel) zeichnete er alle Tafeln. Ebenso illustrierte er zu Temmincks Werk Manuel d'ornithologie, ou Tableau systématique des oiseaux qui se trouvent en Europe einen zweibändigen Atlas, der unter dem Namen Les oiseaux d'Europe décrits par C. J. Temminck erschien. Als Alexandre Bourjot Saint-Hilaire (1801–1886) von 1837 bis 1838 ein Nachfolgewerk zu François Levaillants Histoire naturelle des perroquets publizierte, war es Werner der die 111 Tafeln lieferte. Im Selbstverlag erschien 1856 Collection iconographique des Animaux utiles et d'agrément mit 16 Tafel in drei Lieferungen. Auch in Jean-Baptiste Baillys 4-bändigem Werk Ornithologie de la Savoie finden sich viele Tafeln Werners. Schließlich und endlich kann man Werners Tafeln in zahlreichen wissenschaftlichen Zeitschriften wie Magasin de zoologie, Revue et magasin de zoologie, Archives du Muséum d’Histoire Naturelle und Mémoires du Muséum d’histoire naturelle entdecken. Marie Jean Pierre Flourens sandte Samuel George Morton eine Tafel von Werner mit einem Schädel eines Atures von einem ausgestorbenen indigenen Stamm, die dieser für sein Werk Crania americana verwendete.

## Salon de Paris
Als er 1824 im Salon de Paris ausstellte, wohnte er in der rue de la Parcheminerio, No. 11, 1837 in der 11, rue du Marche-aux-Chevaux (heute rue Geoffroy-Saint-Hilaire).
| Jahr | Nummer im Katalog | Titel                                                             |
| ---- | ----------------- | ----------------------------------------------------------------- |
| 1824 | 1753              | Bison de l'amérique septentrionale                                |
| 1824 | 1754              | Diane                                                             |
| 1824 | 1755              | Jaguar d'Amérique                                                 |
| 1824 | 1755              | Dogue de forte race                                               |
| 1837 | 1852              | Un saki; aquarelle                                                |
| 1848 | 4555              | Le Tasse écrivant son poème dans les jardins du palais de Ferrare |

## Dedikationsnamen

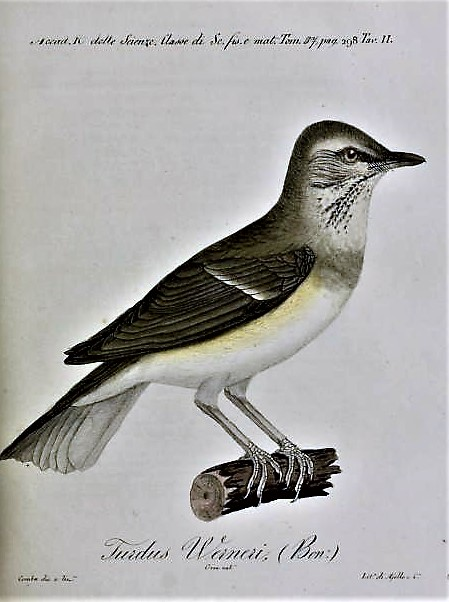
Tuderus werneri Gene, 1834 Lithografie von Francesco Comba (?–1892)
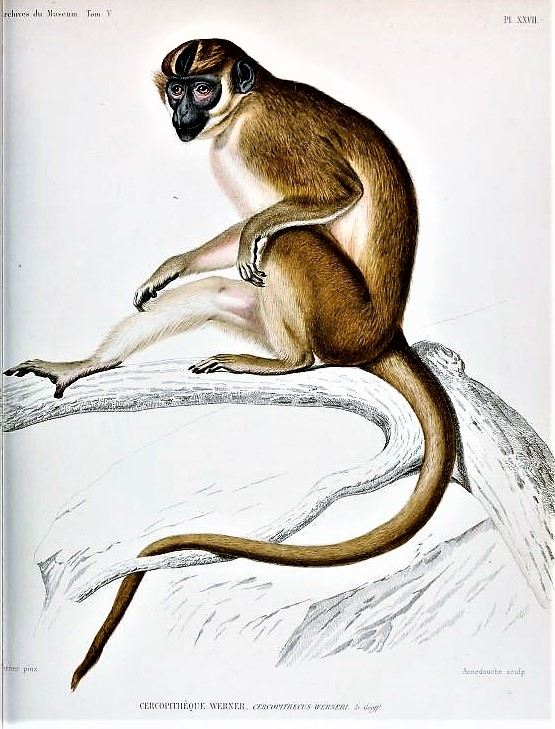
Cercopithecus werneri I.Geoffroy Saint-Hilaire 1850 illustriert von Werer im Jahr 1851

Die nach ihm benannte Art Cercopithecus werneri I.Geoffroy Saint-Hilaire, 1850 wird heute als Synonym für die Westliche Grünmeerkatze (Chlorocebus sabaeus (Linnaeus, 1766)) betrachtet. Giuseppe Gené ehrte ihn 1834 im Namen von Turdus werneri. Da Werner auf einer Tafel in seinem Werk Les oiseaux d'Europe den bereits belegten Namen der Naumanndrossel (Turdus naumanni (Temminck, 1820)) für die Weißbrauendrossel (Turdus obscurus Gmelin, JF, 1789) verwendete, ersetzte Gené den Namen mit dem des Künstlers, ein Name den schon sein Vorgänger Franco Andrea Bonelli in einem Manuskript verwendet hatte.

## Galerie

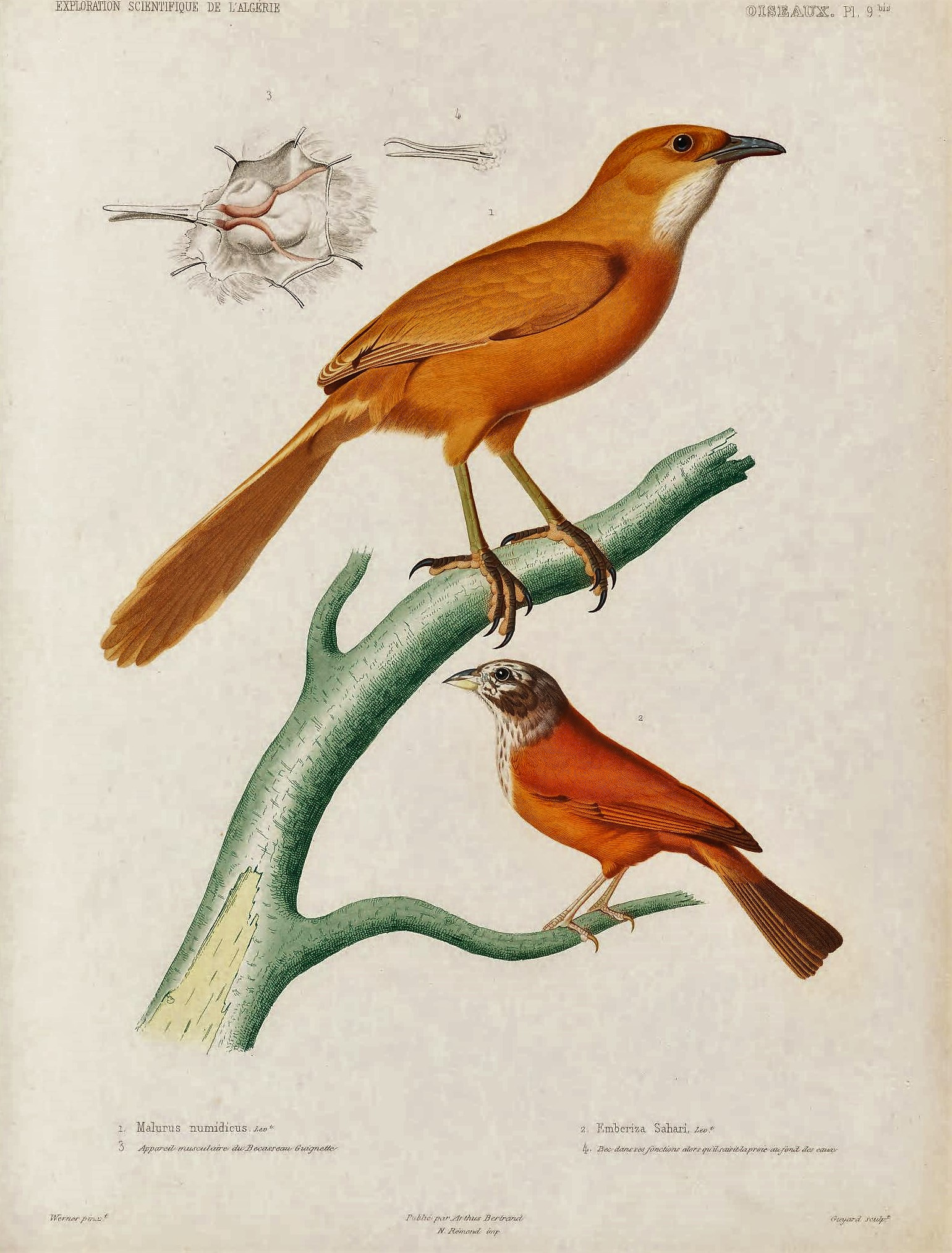
Akaziendrosselhäherling und Hausammer illustriert von Werner
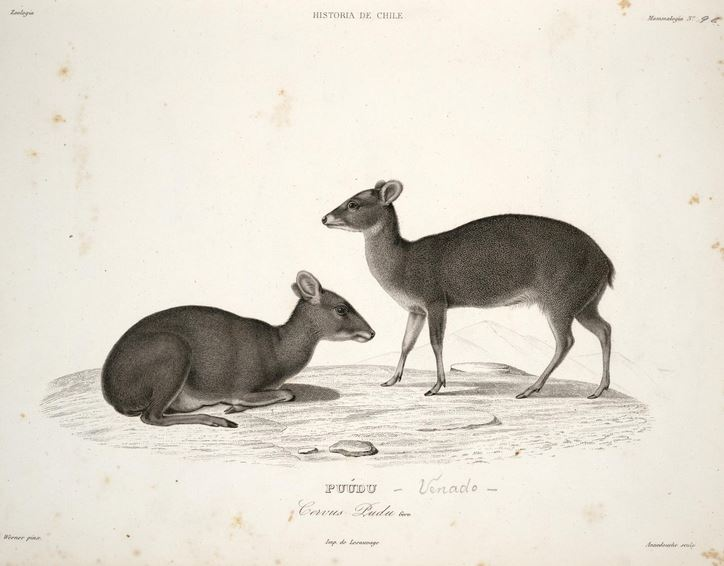
Südpudu illustriert von Werner
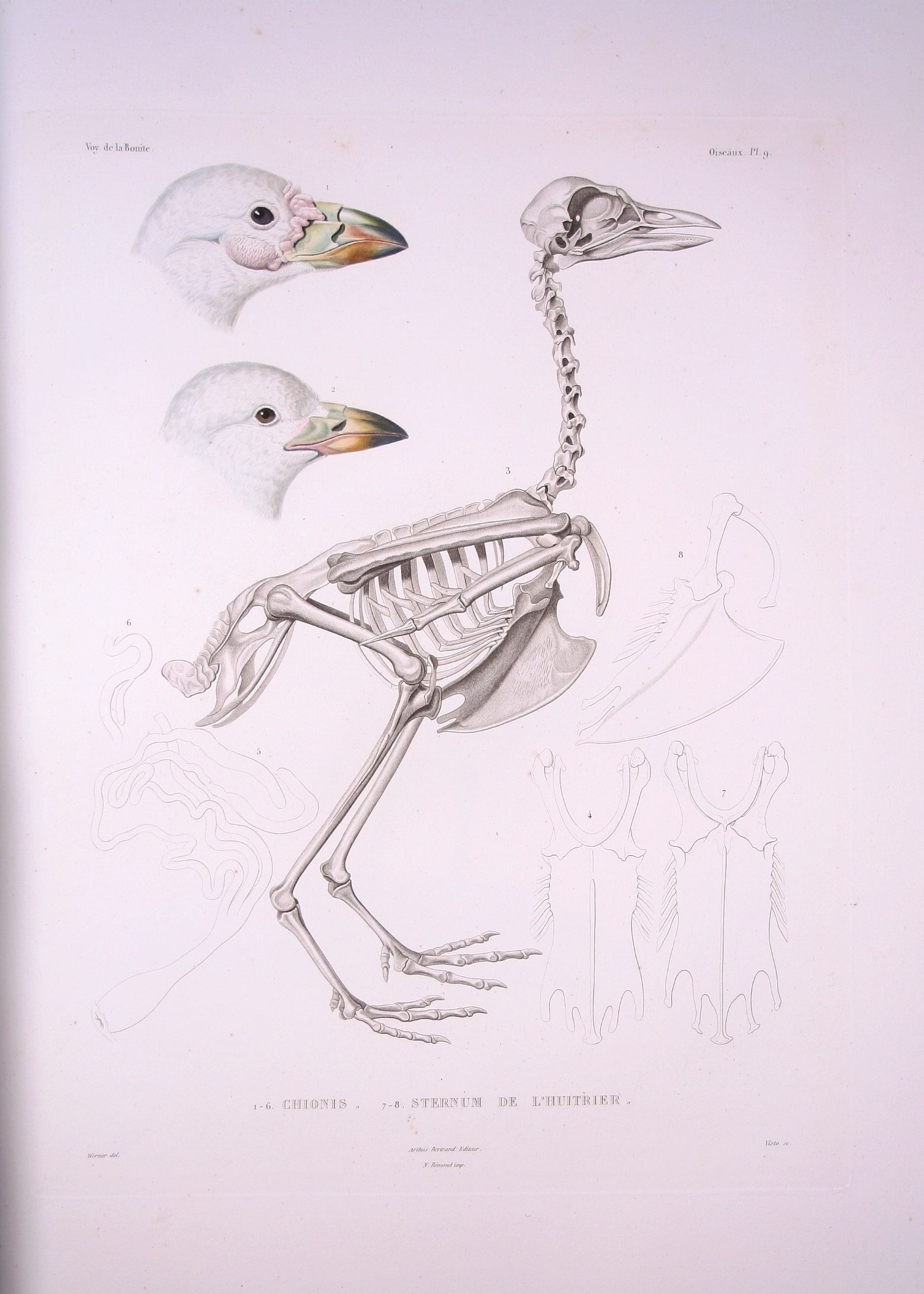
Skelett Weißgesicht-Scheidenschnabel von Werner
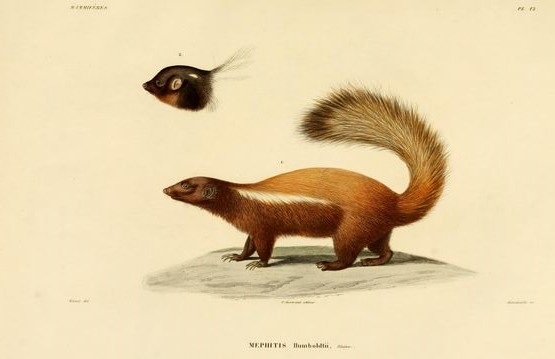
Patagonischer Skunk gemalt von Werner
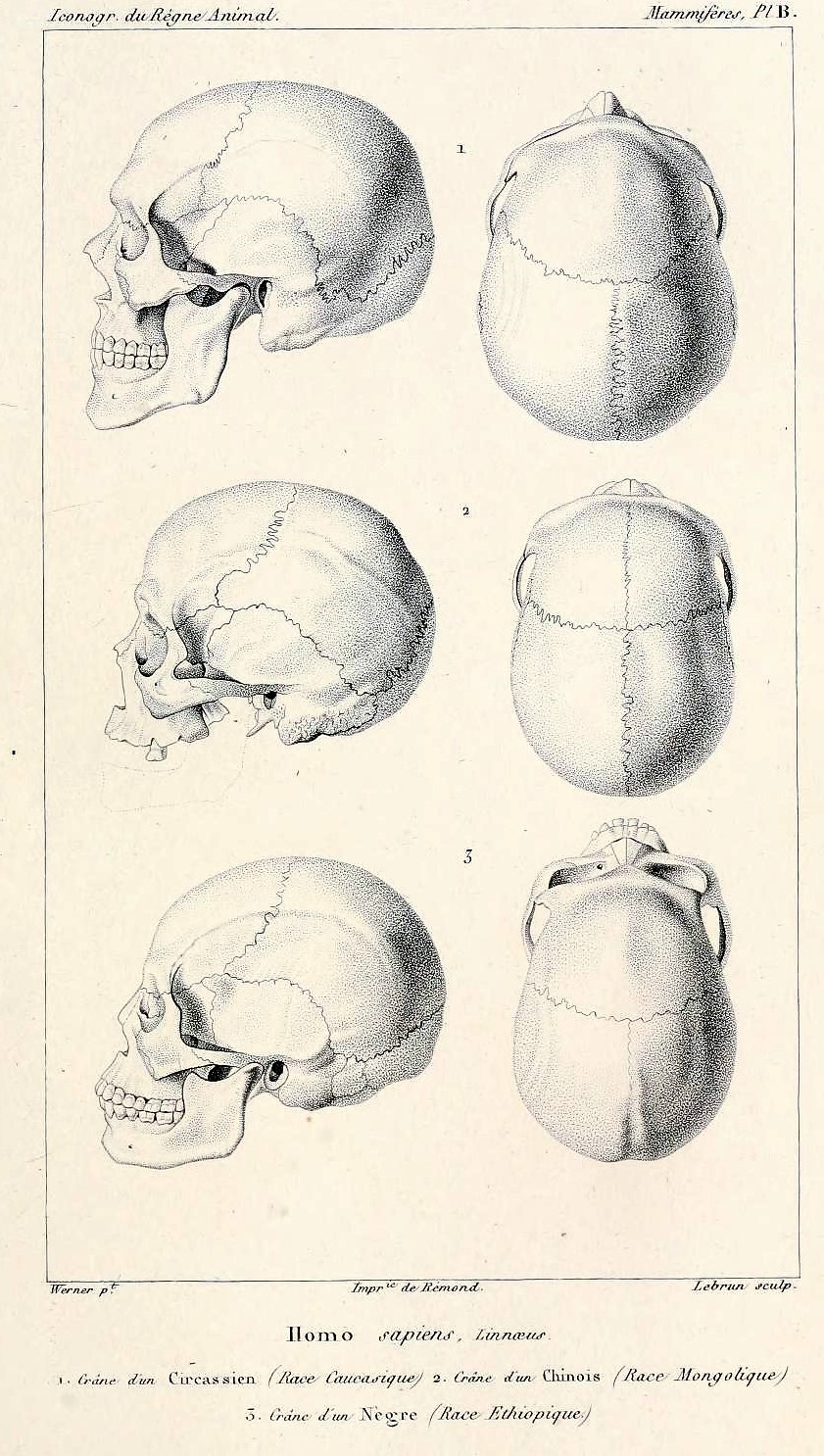
Schädel verschiedener ethnischer Gruppen illustriert von Werner
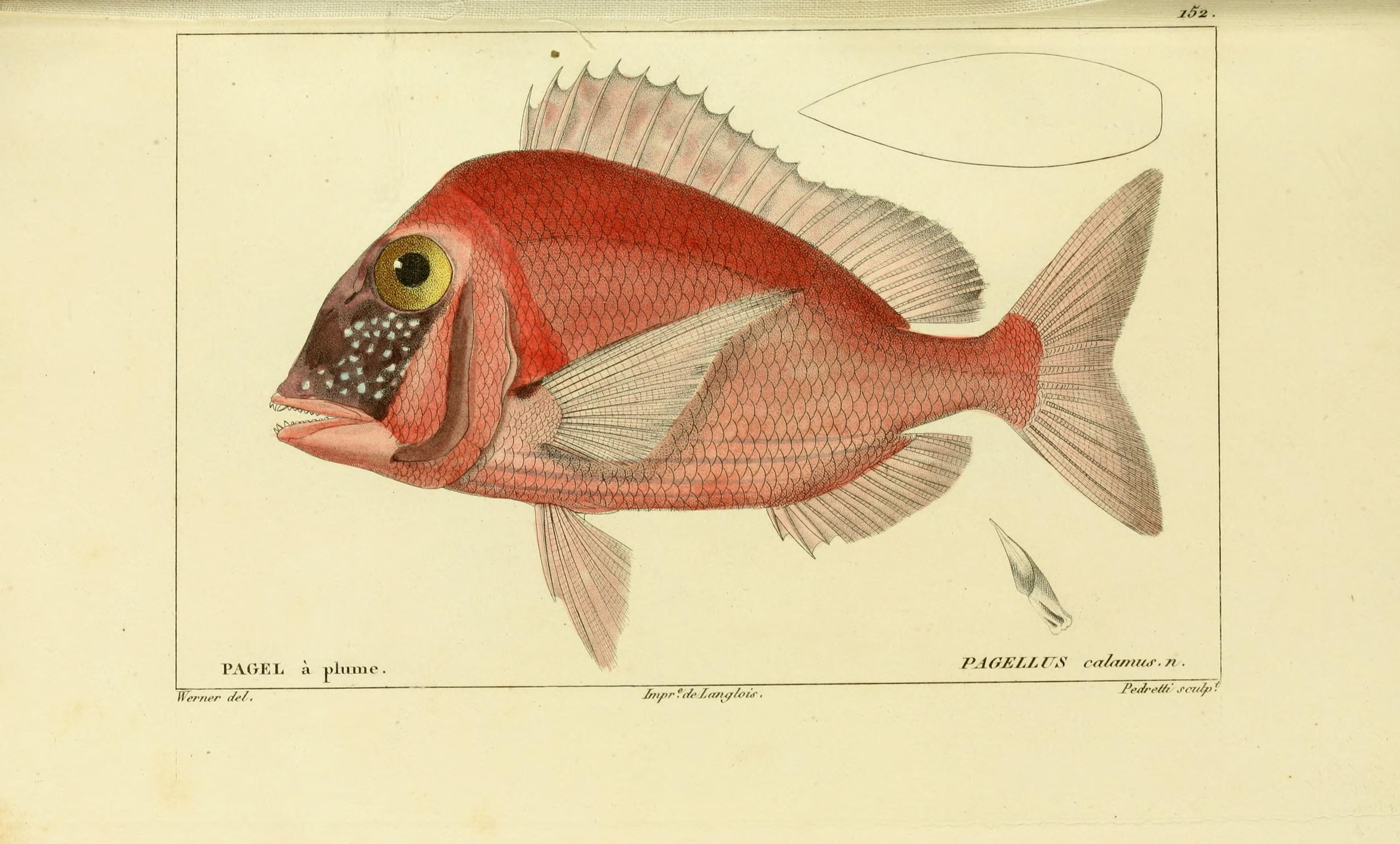
Grossaugen-Meerbrasse (Calamus calamus) von Werner

## Werke (Auswahl)
- in Étienne Geoffroy Saint-Hilaire, Frédéric Cuvier: Histoire naturelle des mammifères avec des figures originales, coloriées, dessinées d'après des animaux vivans publié sous l'autorité de L'administration du Muséum d’Histoire Naturelle. Band 1. Chez a Belin, Paris 1824 (biodiversitylibrary.org).
- in Étienne Geoffroy Saint-Hilaire, Frédéric Cuvier: Histoire naturelle des mammifères avec des figures originales, coloriées, dessinées d'après des animaux vivans publié sous l'autorité de L'administration du Muséum d’Histoire Naturelle. Band 2. Chez a Belin, Paris 1824 (biodiversitylibrary.org).
- Étienne Geoffroy Saint-Hilaire, Frédéric Cuvier: Histoire naturelle des mammifères avec des figures originales, coloriées, dessinées d'après des animaux vivans publié sous l'autorité de L'administration du Muséum d’Histoire Naturelle. Band 3. Chez a Belin, Paris 1824 (biodiversitylibrary.org).
- Étienne Geoffroy Saint-Hilaire, Frédéric Cuvier: Histoire naturelle des mammifères avec des figures originales, coloriées, dessinées d'après des animaux vivans publié sous l'autorité de L'administration du Muséum d’Histoire Naturelle. Band 4. Chez a Belin, Paris 1824 (biodiversitylibrary.org).
- Étienne Geoffroy Saint-Hilaire, Frédéric Cuvier: Histoire naturelle des mammifères avec des figures originales, coloriées, dessinées d'après des animaux vivans publié sous l'autorité de L'administration du Muséum d’Histoire Naturelle. Band 5. Chez a Belin, Paris 1824 (biodiversitylibrary.org).
- in Étienne Geoffroy Saint-Hilaire, Frédéric Cuvier: Histoire naturelle des mammifères avec des figures originales, coloriées, dessinées d'après des animaux vivans publié sous l'autorité de L'administration du Muséum d’Histoire Naturelle. Band 6. Chez a Belin, Paris 1824 (biodiversitylibrary.org).
- in Pierre Boitard: Histoire naturelle des oiseaux de proie d'Europe. Imprimerie de Rignoux, Paris 1824 (biodiversitylibrary.org).
- Les oiseaux d'Europe décrits par C. J. Temminck. 1 (Atlas). J.-B. Baillière, Paris (bnf.fr – 1826-1948).
- Les oiseaux d'Europe d‘après par C. J. Temminck. 2 (Atlas). H. Cousin, Paris (bnf.fr – 1826–1848).
- in Georges Cuvier, Achille Valenciennes: Histoire naturelle des poissons. Planches 9–140. Chez a Belin, Paris (biodiversitylibrary.org – 1828–1849).
- in Georges Cuvier, Achille Valenciennes: Histoire naturelle des poissons. Planches 141–255. Chez a Belin, Paris (biodiversitylibrary.org – 1828-1849).
- in Félix Édouard Guérin-Méneville: Iconographie du règne animal de G. Cuvier: ou, Représentation d’après nature de l’une des espèces les plus et souvent non encore figurées de chaque genre d’animaux. Avec un text descriptif mis au courant de la science. Ouvrage pouvant servir d'atlas à tous les traites de zoologie (= Planche des Animaux vertébrés. Band 1, 1829–1844). J.B. Baillière, Paris (biodiversitylibrary.org).
- in Louis Jean Baptiste Bory de Saint-Vincent, Pierre Peytier, Émile Puillon Boblaye, Aristide Camille Servier, Gaspard Auguste Brullé, Pierre Théodore Virlet d'Aoust, Étienne Geoffroy Saint-Hilaire, Isidore Geoffroy Saint-Hilaire, Adolphe Brongniart, Gabriel Bibron, Gérard Paul Deshayes, Félix Édouard Guérin-Méneville, Louis Anastase Chaubard, Jean Baptiste Fauché: Expédition scientifique de Morée. Section des sciences physiques, Ouvrage dédié au Roi. Publié sous les auspices de M. Guizot, Ministre de l'instruction publiques. Atlas. chez F.G. Levrault, Paris, Straßburg 1835 (bnf.fr – 1831–1835).
- in Alexander von Humboldt, Aimé Bonpland: Recueil d'observations de zoologie et d'anatomie comparée faites dans l'océan atlantique, dans l'intieur du nouveau continent et dans la mer du sud pendant les anns 1799, 1800, 1801, 1802 et 1803. Band 2. Chez J. Smith, Chez Gide, Paris 1833 (biodiversitylibrary.org).
- Tafel für Joseph Fortuné Théodore Eydoux, Paul Gervais: Voyage autour du Monde de la corvette La Favorite. In: Magasin de zoologie, Journal destiné a établir une coorespondance entre les zoologistes de tous les pays, et a leur faciliter les moyens de publier les espèces nouvelles ou peu connus qu’ils possèdent. Band 6, Classe I, 1836, S. 3–25 (Pt 19–21) (biodiversitylibrary.org).
- in Alexandre Bourjot Saint-Hilaire: Histoire naturelle des perroquets, pour faire suite aux deux volumes de Levaillant, contenant les espèces laissées inédites par cet auteur ou récemment découvertes. Ouvrage destinè à compléter une monographie figurée de la famille des Psittacidés, le texte renfernant la classification, la synonymie et la description de chaque espèce; suivi d'un index général des espéces décrites dans tout l#ouvrage. 3 (Supplémentaire). Pitous-Levrault et C. Libraires-èditeurs, Straßburg (bnf.fr – 1837-1838).
- in Achille Richard: Œuvres complètes de Buffon, suivies de la classification comparée de Cuvier, Lesson, etc., etc. Nouvelle éd. revue. 4 (Oiseaux). Pourrat Frères, Paris 1839.
- in Samuel George Morton: Crania americana, or, A comparative view of the skulls of various aboriginal nations of North and South America to which is prefixed an essay on the varieties of the human species. J. Dobson, Philadelphia 1839 (biodiversitylibrary.org – Tafel 12).
- in Achille Richard: Œuvres complètes de Buffon, suivies de la classification comparée de Cuvier, Lesson, etc., etc. Nouvelle éd. revue. 5 (Oiseaux). Pourrat Frères, Paris 1839.
- in Isidore Geoffroy Saint-Hilaire: Essais de zoologie générale ou mémoires et notices sur la zoologie générale, l’anthropologie, et l’histoire de la science. Atlas. A la Librairie encyclopédique de Roret (1 Tafel Jacques-Christophe Werner, 7 Tafeln Pêtre), Paris 1841 (biodiversitylibrary.org).
- Tafeln für Marie Jean Pierre Flourens: Recherches sur le développement des os des dentes. In: Archives du Muséum d’Histoire Naturelle. Band 2, 1841, S. 315–460, Tafeln 12–23 (biodiversitylibrary.org).
- Tafeln für Isidore Geoffroy Saint-Hilaire: Description des Mammifères nouveaux on imparfaitement connus de la collection du Muséum d'histoire naturelle, et remarques sur la classification et les caractères des Mammifères. Premiere Mémoire des Singes. In: Archives du Muséum d’Histoire Naturelle. Band 2, 1841, S. 485–592, Tafeln 29–34 (biodiversitylibrary.org).
- in Joseph Fortuné Théodore Eydoux, Louis François Auguste Souleyet: Voyage autour du Monde exécuté pendant les années 1836 et 1837 sur la Corvette La Bonite commandée Par M. Vaillant Capitaine de Vaisseau publié par Ordre du Gouvernement sous les auspices du département de la marine (= Histoire Naturelle: Zoologie. Atlas). Arthus-Bertrand, Paris 1841 (biodiversitylibrary.org – 1841–1852).

- Étienne Geoffroy Saint-Hilaire, Frédéric Cuvier: Histoire naturelle des mammifères avec des figures originales, coloriées, dessinées d'après des animaux vivans publié sous l'autorité de L'administration du Muséum d’Histoire Naturelle. Band 7. Chez a Belin, Paris 1842 (biodiversitylibrary.org).
- Tafeln für Marie Jean Pierre Flourens: Anatomie génerale de la Peau et de Membranes muqueuses. In: Archives du Muséum d’Histoire Naturelle. Band 3, 1843, S. 153–253, Tafeln 24–29 (biodiversitylibrary.org).
- Tafeln für Isidore Geoffroy Saint-Hilaire: Description des Mammifères nouveaux on imparfaitement connus de la collection du Muséum d'histoire naturelle, et remarques sur la classification et les caractères des Mammifères. Second Mémoire des Singes. In: Archives du Muséum d’Histoire Naturelle. Band 3, 1844, S. 5–42, Tafeln 1–3 (biodiversitylibrary.org).
- Tafeln für Jacques Pucheran: Description des Mammifères nouveaux on imparfaitement connus de la collection du Muséum d'histoire naturelle, et remarques sur la classification et les caractères des Mammifères. Second Mémoire des Singes. In: Archives du Muséum d’Histoire Naturelle. Band 3, 1844, S. 313–343, Tafeln 23–24 (biodiversitylibrary.org).
- in Venceslas Victor Jacquemont: Voyage dans l’Inde Par Victor Jacquemont Pendant les années 1828 à 1832 Publié sous les auspices de M. Guizot, Ministre de L’Instruction publique. 2 (Atlas). Firmin Didot Fréres, Paris 1846 (haab-digital.klassik-stiftung.de).
- in Johann Jakob von Tschudi: Untersuchungen über die Fauna Peruana. Druck und Verlag von Scheitlin und Zollikofer, St. Gallen 1846 (biodiversitylibrary.org).
- in Alcide Dessalines d’Orbigny: Voyage dans l’Amérique Méridionale (le Brésil, la république orientale de l’Uruguay, la République argentine, la Patagonie, la république du Chili, la république de Bolivia, la république du Pérou), exécuté pendant les années 1826, 1827, 1828, 1829, 1830, 1831, 1832, et 1833. 9 (Atlas Zoologique, Mammifers, Oiseaux, Reptiles, Poissons, Mollusques Polypiers, Foraminiféres, Crustacés et Insectes). Pitous-Levrault et C. Libraires-èditeurs, Straßburg 1847 (biodiversitylibrary.org – 1846-1847).
- in Jules Dumont d’Urville: Voyage au pole sud et dans l’Océanie sur les corvettes l’Astrolabe et la Zélée pendant les années 1837–1838–1839–1840 sous le commandement de J. Dumont d’Urville capitaine de Vasseau publié par ordre du gouvernement et sous la direction supérieure de M. Jacquinot capitaine de vaisseau, commandant de la Zelée. Zoologie (Atlas). Gide et J. Baudry, Paris (biodiversitylibrary.org – 1842–1853).
- in Victor-Jean-François Loche: Exploration scientifique de l'Algérie pendant les années 1840, 1841, 1842 publiée par ordre du governement et avec le concours d'une commision academique (= Science physiquee: Zoologie. Atlas). Arthus-Bertrand, Paris (biodiversitylibrary.org – 1844–1862).
- in Charles Henry Dessalines d’Orbigny: Dictionnaire universel d'histoire naturelle. Atlas: Zoologie – Race humaine, Mammiferes et Oiseaux. MM. Renard, Martinet etc cie, Paris 1849 (biodiversitylibrary.org).
- Tafeln für Isidore Geoffroy Saint-Hilaire: Description des Mammifères nouveaux on imparfaitement connus de la collection du Muséum d'histoire naturelle, et remarques sur la classification et les caractères des Mammifères. Troiseme Familles des Singes Supplément. In: Archives du Muséum d’Histoire Naturelle. Band 5, 1851, S. 529–582, Tafeln 26–31 (biodiversitylibrary.org).
- Tafeln für Jacques Pucheran: Monographie du genre Cerf: Première partie-Généralités. In: Archives du Muséum d’Histoire Naturelle. Band 6, 1852, S. 265–492, Tafeln 23–30 (biodiversitylibrary.org).
- in Claude Gay: Historia fisica y politica de Chile (= Zoologie. Atlas, Nr. 2). Imprenta de E. Thunot Y Ce, Paris 1854 (https://www.biodiversitylibrary.org/item/89016#page/22/mode/1up biodiversitylibrary.org – 1847–1848).
- in François Louis Paul Gervais: Zoologie et paléontologie françaises (animaux vertébrés): ou nouvelles recherches sur les animaux vivants et fossiles de la France ou Nouvelles recherches sur les animaux vivants et fossiles de la France. Atlas. Arthus-Bertrand, Paris 1851 (bsb-muenchen.de).
- in Jean-Baptiste Bailly: Ornithologie de la Savoie, ou, Histoire des oiseaux qui vivent en Savoie a l'état sauvage soit constamment, soit passagèrement. Band 1. J.-B. Clary, Paris 1853 (biodiversitylibrary.org – 1853–1854).
- in Jean-Baptiste Bailly: Ornithologie de la Savoie, ou, Histoire des oiseaux qui vivent en Savoie a l'état sauvage soit constamment, soit passagèrement. Band 2. J.-B. Clary, Paris 1853 (biodiversitylibrary.org – 1853–1854).
- in Jean-Baptiste Bailly: Ornithologie de la Savoie, ou, Histoire des oiseaux qui vivent en Savoie a l'état sauvage soit constamment, soit passagèrement. Band 3. J.-B. Clary, Paris 1853 (biodiversitylibrary.org – 1853–1854).
- in Jean-Baptiste Bailly: Ornithologie de la Savoie, ou, Histoire des oiseaux qui vivent en Savoie a l'état sauvage soit constamment, soit passagèrement. Band 4. J.-B. Clary, Paris 1853 (biodiversitylibrary.org – 1853–1854).
- in Paul Gervais, François Louis Nompar de Caumont de La Force: Expédition dans les parties centrales de l’Amérique du Sud, de Rio de Janeiro à Lima, et de Lima au Para, exécutée par Ordre du Gouvernement Francais Pendant les Année 1843 à 1847 sous la direction du Comte Francis de Castelnau. Mammiféres. P. Bertrand, Paris 1855 (biodiversitylibrary.org – Tafeln 1-7, 11, 16-19).
- in Henri Marie Ducrotay de Blainville: Ostéographie, ou, Description iconographique comparée du squelette et du système dentaire des Mammifères récents et fossiles pour servir de base à la zoologie et à la géologie. Atlas zu Band 1. J.B. Baillière et fils, Paris (biodiversitylibrary.org – 1839-1864).
- in Henri Marie Ducrotay de Blainville: Ostéographie, ou, Description iconographique comparée du squelette et du système dentaire des Mammifères récents et fossiles pour servir de base à la zoologie et à la géologie. Atlas zu Band 2. J.B. Baillière et fils, Paris (biodiversitylibrary.org – 1839-1864).
- in Henri Marie Ducrotay de Blainville: Ostéographie, ou, Description iconographique comparée du squelette et du système dentaire des Mammifères récents et fossiles pour servir de base à la zoologie et à la géologie. Atlas zu Band 3. J.B. Baillière et fils, Paris (biodiversitylibrary.org – 1839-1864).
- in Henri Marie Ducrotay de Blainville: Ostéographie, ou, Description iconographique comparée du squelette et du système dentaire des Mammifères récents et fossiles pour servir de base à la zoologie et à la géologie. Atlas zu Band 4. J.B. Baillière et fils, Paris (biodiversitylibrary.org – 1839-1864).
- Tafeln für Isidore Geoffroy Saint-Hilaire: Description des Mammifères nouveaux on imparfaitement connus de la collection du Muséum d'histoire naturelle, et remarques sur la classification et les caractères des Mammifères. Troiseme Familles des Singes Supplément. In: Archives du Muséum d’Histoire Naturelle. Band 5, 1851, S. 529–582, Tafeln 26–31 (biodiversitylibrary.org).
- Tafeln für Jacques Pucheran: Monographie du genre Cerf: Première partie-Généralités. In: Archives du Muséum d’Histoire Naturelle. Band 6, 1852, S. 265–492, Tafeln 23–30 (biodiversitylibrary.org).
- Tafeln für Jacques Pucheran: Mémoires sur les types peu connus de Passereaux dentirostres de la collection du Muséum de Paris. In: Archives du Muséum d’Histoire Naturelle. Band 7, 1855, S. 321–380, Tafeln 17–20 (biodiversitylibrary.org – 1854-1855).
- Tafeln für Jacques Pucheran: Mémoires sur les types peu connus de Passereaux dentirostres de la collection du Muséum de Paris. In: Archives du Muséum d’Histoire Naturelle. Band 7, 1855, S. 321–380, Tafeln 17–20 (biodiversitylibrary.org – 1854-1855).
- Tafeln für Georges Louis Duvernoy in Zusammenarbeit mit Pierr Luckermann: Des caractères anatomiques des grands Signes pseudo-anthopomorphes. In: Archives du Muséum d’Histoire Naturelle. Band 8, 1856, S. 1–248, Tafeln 7–12 (biodiversitylibrary.org – 1855-1856).
- Tafel zu Jacques Pucheran: Notice mammalogique. In: Revue et magasin de zoologie pure et appliquée (= 2). Band 3, 1856, S. 545–552, Tafel 25 (biodiversitylibrary.org).
- Collection iconographique des Animaux utiles et d'agrément, Mammifères, Oiseaux, Poissons, Insectes, pouvant servir d'atlas au Bulletin de la Société Impériale d'acclimatation et à l'ouvrage de M. Isidore Geoffroy Saint sur l'acclimation des animeaux. Dédiée à la Société impérialde d'acclimatation. Che l'auteur, Paris 1856.
- Tafeln für Isidore Geoffroy Saint-Hilaire: Description des Mammifères nouveaux on imparfaitement connus de la collection du Muséum d'histoire naturelle, et remarques sur la classification et les caractères des Mammifères. (quatrième Mémoire). In: Archives du Muséum d’Histoire Naturelle. Band 10, 1858, S. 1–102, Tafeln 2–5 (biodiversitylibrary.org – 1858-1861).
- Tafeln für Isidore Geoffroy Saint-Hilaire: Description des Mammifères nouveaux on imparfaitement connus de la collection du Muséum d'histoire naturelle, et remarques sur la classification et les caractères des Mammifères. (quatrième Mémoire). In: Archives du Muséum d’Histoire Naturelle. Band 10, 1858, S. 1–102, Tafeln 2–5 (biodiversitylibrary.org – 1858-1861).
- Tafeln für Jacques Pucheran: Documents relatifs à la mammologie du Gabon. In: Archives du Muséum d’Histoire Naturelle. Band 10, 1858, S. 1–135, Tafeln 9–12 (biodiversitylibrary.org – 1858-1861).